# Cyllene
Cyllene (Jowisz XLVIII) – mały zewnętrzny księżyc Jowisza. Został odkryty 8 lutego 2003 roku przez grupę astronomów kierowanych przez Scotta Shepparda z Uniwersytetu Hawajskiego.

## Nazwa
30 marca 2005 roku Międzynarodowa Unia Astronomiczna nadała mu oficjalną nazwę Cyllene. Nazwa pochodzi z mitologii greckiej. Cyllene (gr. Κυλλήνη) była wodną nimfą, córką Zeusa (Jowisza).

## Charakterystyka fizyczna
Cyllene jest jednym z najmniejszych księżyców Jowisza, jego średnicę ocenia się na około 2 km. Średnia gęstość tego ciała ma wartość ok. 2,6 g/cm³, a składa się przeważnie z krzemianów. Powierzchnia Cyllene jest bardzo ciemna – jego albedo wynosi zaledwie 0,04.
Księżyc należy do grupy Pazyfae, nieregularnych, poruszających się ruchem wstecznym księżyców Jowisza, krążących pomiędzy 22 800 000 a 24 100 000 km, i z inklinacją pomiędzy 144,5° a 158,3°.